# 天使の羽根を踏まないでっ
『天使の羽根を踏まないでっ』（てんしのはねをふまないでっ）は、2011年7月29日にMEPHISTOから発売されたアダルトゲーム。
MEPHISTOブランドの第1弾ソフト。当初の発売日は2011年6月24日だったが、7月29日に延期されることが6月13日に発表された。

## ストーリー
世界が終わりを迎えた近い未来、神により救われた世界では、神に最も近い存在である「μ」(ミュー)と呼ばれる存在が、神より選ばれていた。「μ」(ミュー)とは、「Mystery Ylem Ubiquity」の頭文字を取ったものであり、「空席である神様の隣席に座る資格を得た、その耳元に願いを囁く権利を有する者」であり、聖地と定められた地に立つ女学園である「聖ソルイルナ学園」の生徒から選ばれる。聖ソルイルナ学園は「太陽の学園」と「月の学園」に分かれており、夕星家の令嬢である夕星羽音は、ある願いを叶えるために「月の学園」に入学する。羽音の使用人である双見あやめは彼女に恩返しをするために、性別を偽って聖ソルイルナ学園に入学する。

## 登場キャラクター

### 共通の登場キャラクター
双見 あやめ(ふたみ あやめ)
声優 - 鈴田美夜子
本作品の主人公。夕星家の屋敷の使用人。夕星羽音に強い恩義を感じており、彼女に恩返しをする為に、彼女が入学した女学園である「聖ソルイルナ学園」に性別を偽って入学する。幼い頃は羽音と一緒に遊んでおり、その際、羽音に女装され遊ばれていた。その頃から羽音から良く似合っていると言われるほど違和感がなく、且つ、使用人として丁寧な言葉遣いも相まって学園で性別がばれる心配はない。シーザーがあらゆる手を尽くしたが1年という期間限定で入学を許された。
剛腕でアスリート並の身体能力の持ち主で「先生」から教わった武術の腕はかなりのもの。魔術師相手でも引くことはなく、逆に押すほど。先生とある約束を交わしているため、あまり無茶なことは出来ない。幼い頃から身体が突然「火照り」出してしまう原因不明の病気に罹っている以外は健康体。
双見 空(ふたみ そら)
声優 - 佐本二厘
あやめの弟とされている人物。本当は女性だが、あやめはそのことを知らない。教会の見習い修道士(ノーヴィス)であるため、教会が運営する聖ソルイルナ学園にあやめと共にやって来た。ぶっ飛んだ話なのに聞かされた方はなぜか号泣、且つ、よく分からないうちに納得させられているというスキル「嘘吐き（ピノッキオ）」は能力と呼んでも差し支えがない。よくよく考えるとおかしな話なのに一度納得してしまうとそれ以降は不思議に思わないというある意味怖いスキル。言葉遣いが荒く、喧嘩早いが打たれ弱くデコピン一つで勝敗が着くほど。照が天敵でいつも警戒している。
ホルバイン
声優 - 富士爆発
教会の皇法騎士の指導者。
先生(せんせい)
声優 - 子太明
羽音の父親。夕星家の主人。屋敷で塾と呼ばれる集まりを開催し、その生徒には夕星羽音、双見あやめ、夏日ひかる、夏日照、十二次憩、トロッケンハイトも参加していた。あやめには武術も教えていた。
シーザー
声優 - 佐治可簾
夕星家の執事。

### 太陽の登場キャラクター
夏日 ひかる（なつひ ひかる）
声優 - 遠野そよぎ
聖ソルイルナ学園の3年生。「太陽の学園」の生徒会「夜明けの令嬢」の会長。照の姉で学園性から羨望のまなざしを向けられている。新入生にある謎かけをする。
夏日 照(なつひ みつ)
声優 - 佐藤しずく
聖ソルイルナ学園の新入生。ひかるの妹。ひかると比べられる事が多く、陰口を叩かれる事もあるがへこたれないポジティブな性格。ひかるを追いかけて入学した。天然でドジを越えた究極のドジっ娘でやることなすことが裏目に出てしまう。空の天敵。転ぶ先には何故か空がいて、浴びせ蹴りといった大技を喰らわせてしまう。球技が得意。
ヴァルヴァーラ・ビクトロブナ・レーニナ
声優 - 山本華
聖ソルイルナ学園の新入生。ロシア出身のIQの高い天才少女。袖の長い制服を着用しておりその下に電子機器を大量に隠し持っている。新入生でひかると陽華と共に居る事を快く思っていない生徒と衝突する事もあるが本人は気にしていない。
土御門 陽華(つちみかど ようか)
声優 - 松田理沙
聖ソルイルナ学園の3年生。「太陽の学園」の生徒会「夜明けの令嬢」の副会長。夏日ひかるとは入学以来の付き合い。
シスター・シスレー
声優 - 一色ヒカル
聖ソルイルナ学園の「太陽の学園」の教師で、あやめたちのクラスの担任。

### 月の登場キャラクター
夕星 羽音(ゆうづつ はねね)
声優 - 青山ゆかり
あやめが使用人として使えている夕星家の令嬢。身寄りのなかった幼少期のあやめを引き取った。ある願いを叶えるために、聖ソルイルナ学園の「月の学園」に入学する。あやめの事を気に入っている。無表情で分かりにくい事もあるがあやめには些細な変化も分かる。黒渦つみれの直接の指導のもと、魔術の勉学に励んでおり熱心。つみれには急いで焦っているようで危ないと評されている。
十二次 憩(じゅうにじ いこい)
声優 - さとうなずな
聖ソルイルナ学園の3年生。「月の学園」の御三華(レジメント)の1つ、「零」(シュラーゲン)の後継者。三竦みのバランスが崩れ、天敵であるはずの「双鉗」から追われる日々を過ごしている。逃亡しているため1か所に長居はせず、いくつもの隠れ家を転々とする生活を送っている。ジャンクフードが好きで床一面にあるハンバーガーなどド数十分で食すほどの大食漢。物忘れが激しくどうでもいいと思ったものは数十分で忘れる。
黒渦 つみれ(くろうず つみれ)
声優 - かわしまりの
聖ソルイルナ学園の2年生。「月の学園」の御三華(レジメント)の1つ、「蛇吾」(ゲシュヴィント)の後継者。若くして後継者に選ばれたため先輩後輩から羨望のまなざしを向けられる。羽音を直接指導しており、あまりに熱心な為指導にも熱が入ってしまう。
トロッケンハイト・フォン・メルクーア
声優 - 井上ねねこ
聖ソルイルナ学園の3年生。「月の学園」の御三華(レジメント)の1つ、「双鉗」(ミリアーデ)の後継者。身体が悪く車椅子に座っているが魔術師としての腕は随一。力が強く、月の学園を支配しようとしており、そのために邪魔な天敵の「零」(シュラーゲン)の後継者である憩を捕まえるように指示している。下級生達から尊敬の意を込めて様付けで呼ばれているが、あやめらからは「トロ」と呼ばれている。

## スタッフ
- 企画・シナリオ・ディレクター - 朱門優
- シナリオ補佐 - ほしまる
- キャラクターデザイン・原画 - 蛇足せんたろう
- SD原画 - ヨダ
- 音楽 - 樋口秀樹(Tynwald music)
- 歌 - WHITE-LIPS(Tynwald music)
- ロゴデザイン - 木緒なち(KOMEWORKS)
- 魔方陣デザイン - 中央東口

## 主題歌
- オープニングテーマ「やさしい世界を君に」
  - 作詞・作曲・編曲 - 樋口秀樹
  - 歌・コーラスワーク - WHITE-LIPS